# Obaysch

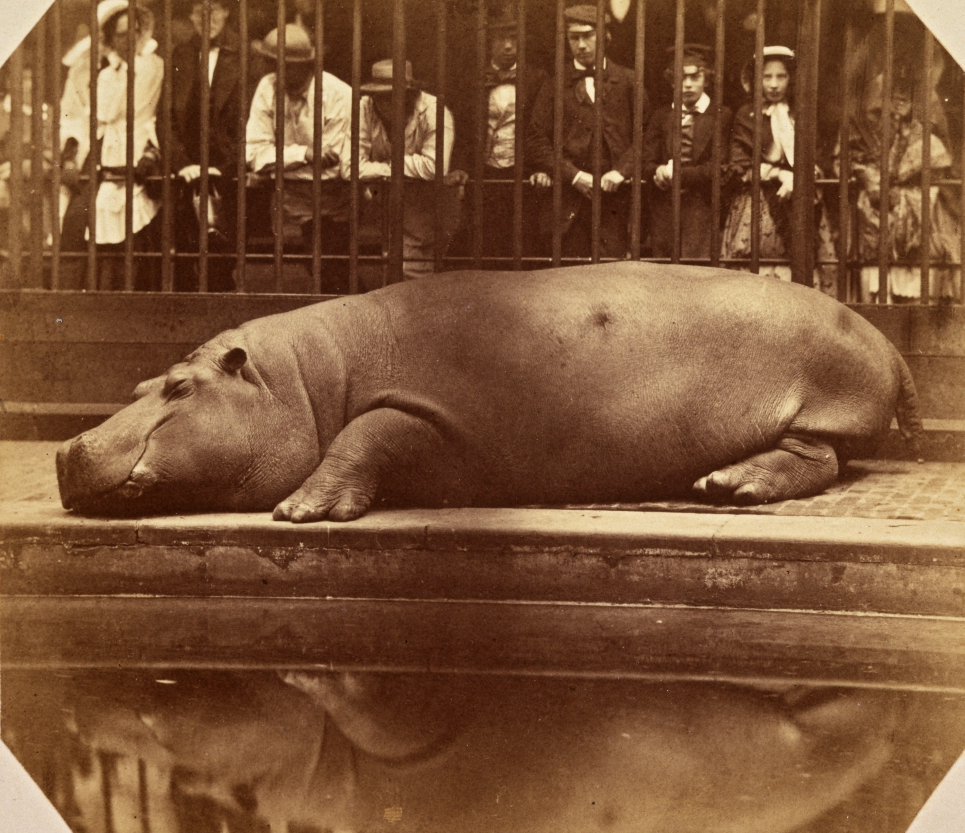
Obaysch i London Zoo, 1852.

Obaysch var den första flodhästen på London Zoo och den första i Europa sedan romartiden. Den fångades som kalv på en ö i Vita Nilen i dagens Sudan år 1849 i samband med en expedition med den egyptiska khediven Abbas Pascha och skickades med båt till Kairo.
Den brittiska generalkonsulen Charles Murray bytte Obaysch och några andra exotiska djur mot ett antal jakthundar för London Zoos räkning och skickade dem med ångfartyg till Southampton. Obaysch, som uppkallades efter ön där han infångades, anlände till London Zoo den 25 maj 1850 och gjorde omedelbart succé. Mer än 10 000 besökare om dagen kom till djurparken, dubbelt så många som året före, och Drottning Viktoria skrev om Obaysch i sin dagbok.

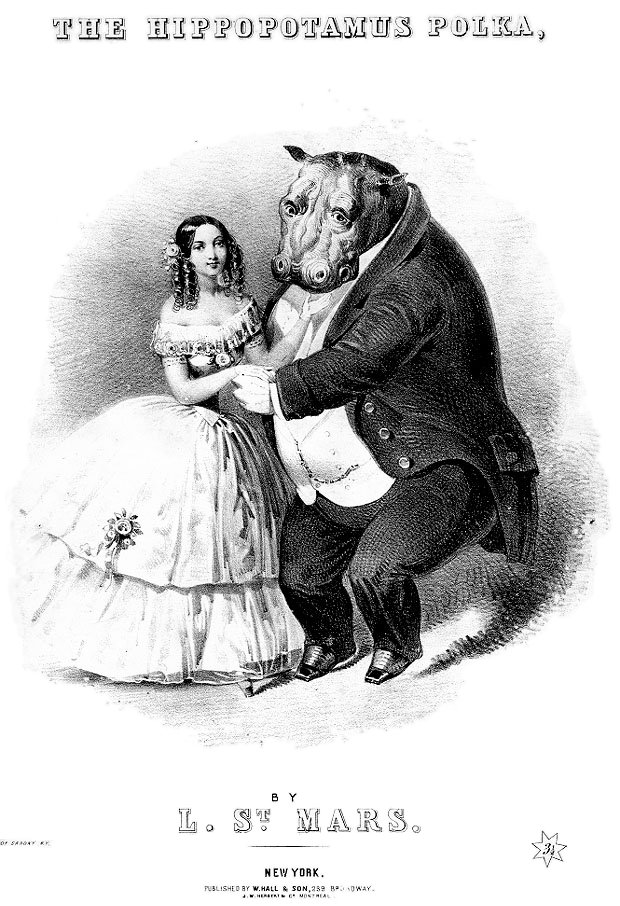
Titelblad till Hippopotamus Polka

En mängd suvenirer med flodhästar såldes och det skevs till och med en polka, Hippopotamus Polka, till hans ära.
Murray besökte ofta Obaysch på London Zoo, och kallades därför Hippopotamus Murray. Flodhästen kände igen honom och svarade med höga grymtningar när Murray ropade till honom på arabiska. Obaysch var ofta aggressiv mot djurskötarna så när han vid ett tillfälle tog sig ur sin inhägnad använde man en av dem som lockbete för att få in honom i buren igen.

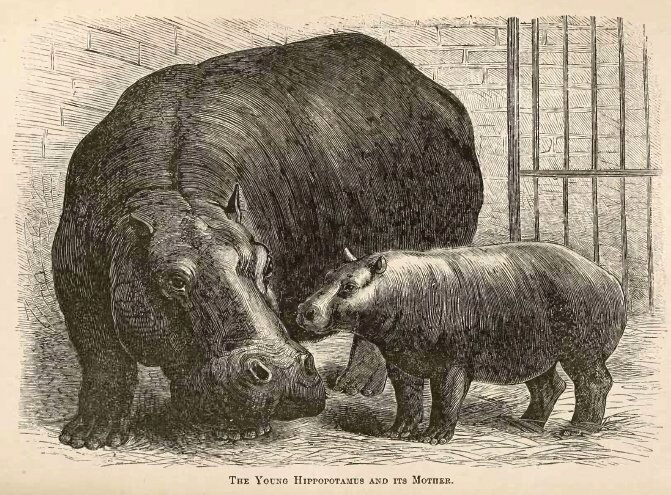
Adhela med kalven Guy Fawkes

Några år senare lät Abbas Pasha skicka flodhästhonan Adhela till London som maka till Obaysch. Hon anlände i juli 1854 och födde sin första kalv  sexton år senare, år 1871. Den dog dock efter ett par dagar och samme öde rönte   en annan kalv året efter. Den 5 november 1872 födde Adhela en kalv som fick namnet Guy Fawkes trots att det var en hona. Adhela dog 1882, fyra år efter Obaysch, och Guy Fawkes den 20 mars 1908.